# Odio el verano
Odio el verano es una película española de comedia de 2024, dirigida por Fer García-Ruiz y escrita por David Marqués. Es un remake español de la película italiana de 2020 Odio L'estate. Está protagonizada por Roberto Álamo, Malena Alterio, Jordi Sánchez, María Botto, Julián López y Kira Miró. Se estrenó en cines españoles el 23 de agosto de 2024, con distribución de Sony Pictures España.

## Reparto
- Roberto Álamo como Alonso Morcillo
- Malena Alterio como Marisa Sabroso
- Jordi Sánchez como Paco Torres
- María Botto como Fátima
- Julián López como Calatrava
- Kira Miró como Vicky
- Mariano Venancio
- Javier Lera
- Aitziber Errazkin
- Scarlett Arce
- Lucas Ruiz
- Diego Ruiz
- Yohana Yara[4]

## Producción
El 7 de febrero, se anunció por primera vez que el rodaje de la película Odio el verano había comenzado en Tenerife bajo la dirección de Fer García-Ruiz. Julián López, Kira Miró, Jordi Sánchez, María Botto, Roberto Álamo, Malena Alterio y Mariano Venancio fueron confirmados como los actores protagonistas, junto a Yohana Yara y los actores niños Javier Lera, Aitziber Errazkin, Scarlett Arce, Lucas Ruíz y Diego Ruiz. A finales de marzo, después de seis semanas en Tenerife, la última semana del rodaje de la película tuvo lugar en Madrid.
El presupuesto de total de la película es de 3.8 millones de euros, incluyendo un millón de euros procedente de las ayudas generales del ICAA.

## Lanzamiento y marketing
Junto al anuncio del rodaje de la película, se anunció que Sony Pictures España distribuiría la película en cines. El 30 de abril de 2024, Sony España lanzó el tráiler de la película y programó su estreno para el 23 de agosto de 2024.